# Кьонгчхун (лінія метро, Сеул)
Кьонгчхун (лінія метро, Сеул) (кор. 경춘선) — повністю інтегрована в систему Сеульського метрополітену приміська залізнична лінія, на сході провінції Кьонгі.

## Історія
Як звичайна залізниця лінія була відкрита 20 липня 1939 року, оригінальна лінія була довжиною 87,3 км. У 1999 році почалася масштабна реконструкція лінії та спрямління маршруту. Передбачалося що нова електрифікована швидкісна лінія відкриється у 2004 році, але через різні ускладнення при будівництві та брак коштів, нова лінія відкрилася лише наприкінці грудня 2010. Лінія одразу була інтегрована до системи Сеульського метрополітену, та стала позначатись на мапах як лінія метро. З відкриттям більш прямішої лінії, відстань між кінцевими станціями зменшилася на 7 км. Одночасно була суттєво збільшена швидкість потягів, що скоротило час подорожі між кінцевими станціями з двох годин до 89 хвилин.

## Лінія
На лінії курсують два види потягів звичайні що зупиняються на кожній станції та потяги-експрес. Також невелика частина потягів, за розкладом прямує далі в центр Сеула використовуючі колій лінії Кьонгі-Чунганг. Рухомий склад має 176 вагонів, лінію обслуговують 14 звичайних восьмивагонних потягів та 8 восьмивагонних потягів-експрес.

## Станції
Станції від Сеула в напрямку провінції Канвон.
| Кьонгчхун |                       |                  |                      |                                   |                            |                                        |                |
| № станції | Назва українською     | Назва корейською | Назва англійською    | Розташування                      | Пересадка                  | Тип                                    | Дата відкриття |
| K120      | «Сангбонг»            | 상봉             | «Sangbong»           | Район Чунгнанг, Сеул              | Сьома лінія Кьонгі-Чунганг |                                        | 21 грудня 2010 |
| K121      | «Мангу»               | 망우             | «Mangu»              | Район Чунгнанг, Сеул              | Кьонгі-Чунганг             | Наземна з береговими платформами       | 21 грудня 2010 |
| Р122      | «Сінне»               | 신내             | «Sinnae»             | Район Чунгнанг, Сеул              |                            | Естакадна з береговими платформами     | 28 грудня 2013 |
| Р123      | «Кальме»              | 갈매             | «Galmae»             | Місто Гурі, провінція Кьонгі      |                            | естакадна з береговими платформами     | 21 грудня 2010 |
| P124      | «Бьолле»              | 별내             | «Byeollae»           | Місто Нам'янгчу, провінція Кьонгі |                            | Наземна з береговими платформами       | 15 грудня 2012 |
| P125      | «Тогьовон»            | 퇴계원           | «Toegyewon»          | Місто Нам'янгчу, провінція Кьонгі |                            | Наземна з двома острівними платформами | 21 грудня 2010 |
| P126      | «Саринг»              | 사릉             | «Sareung»            | Місто Нам'янгчу, провінція Кьонгі |                            | Наземна з двома острівними платформами | 21 грудня 2010 |
| P127      | «Кимгок»              | 금곡             | «Geumgok»            | Місто Нам'янгчу, провінція Кьонгі |                            | Естакадна з береговими платформами     | 21 грудня 2010 |
| P128      | «Пхьонгне / Хопхьонг» | 평내호평         | «Pyeongnae–Hopyeong» | Місто Нам'янгчу, провінція Кьонгі |                            | Наземна з двома острівними платформами | 21 грудня 2010 |
| P129      | «Чхонмасан»           | 천마산           | «Cheonmasan»         | Місто Нам'янгчу, провінція Кьонгі |                            | Наземна з береговими платформами       | 21 грудня 2010 |
| P130      | «Масок»               | 마석             | «Maseok»             | Місто Нам'янгчу, провінція Кьонгі |                            | Наземна з двома острівними платформами | 21 грудня 2010 |
| P131      | «Десонгрі»            | 대성리           | «Daeseong-ri»        | Повіт Гапхьонг, провінція Кьонгі  |                            | Наземна з двома острівними платформами | 21 грудня 2010 |
| P132      | «Чхонгпхьонг»         | 청평             | «Cheongpyeong»       | Повіт Гапхьонг, провінція Кьонгі  |                            | Наземна з двома острівними платформами | 21 грудня 2010 |
| P133      | «Сангчхон»            | 상천             | «Sangcheon»          | Повіт Гапхьонг, провінція Кьонгі  |                            | Наземна з береговими платформами       | 21 грудня 2010 |
| P134      | «Гапхьонг»            | 가평             | «Gapyeong»           | Повіт Гапхьонг, провінція Кьонгі  |                            | Наземна з двома острівними платформами | 21 грудня 2010 |
| P135      | «Гульбонгсан»         | 굴봉산           | «Gulbongsan»         | місто Чхунчхон, провінція Канвон  |                            | Естакадна з береговими платформами     | 21 грудня 2010 |
| P136      | «Пек'янгрі»           | 백양리           | «Baegyang-ri»        | місто Чхунчхон, провінція Канвон  |                            | Естакадна з береговими платформами     | 21 грудня 2010 |
| P137      | «Кангчхон»            | 강촌             | «Gangchon»           | місто Чхунчхон, провінція Канвон  |                            | Наземна з двома острівними платформами | 21 грудня 2010 |
| P138      | «Кімючонг»            | 김유정           | «Gimyujeong»         | місто Чхунчхон, провінція Канвон  |                            | Наземна з двома острівними платформами | 21 грудня 2010 |
| P139      | «Намчхунчхон»         | 남춘천           | «Namchuncheon»       | місто Чхунчхон, провінція Канвон  |                            | Наземна з береговими платформами       | 21 грудня 2010 |
| P140      | «Чхунчхон»            | 춘천             | «Chuncheon»          | місто Чхунчхон, провінція Канвон  |                            | Наземна з двома острівними платформами | 21 грудня 2010 |

## Галерея

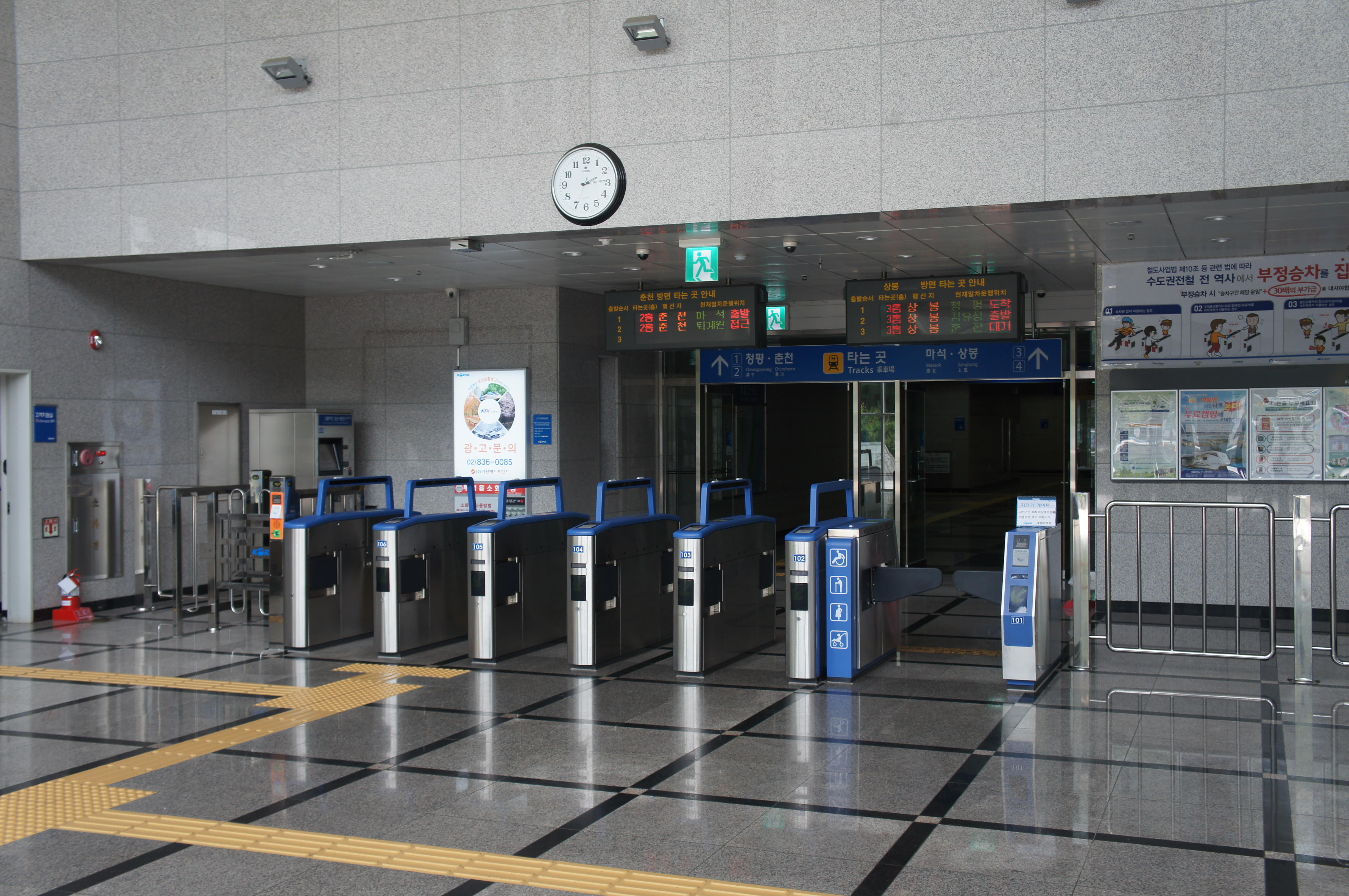
турнікети на станції «Десонгрі»
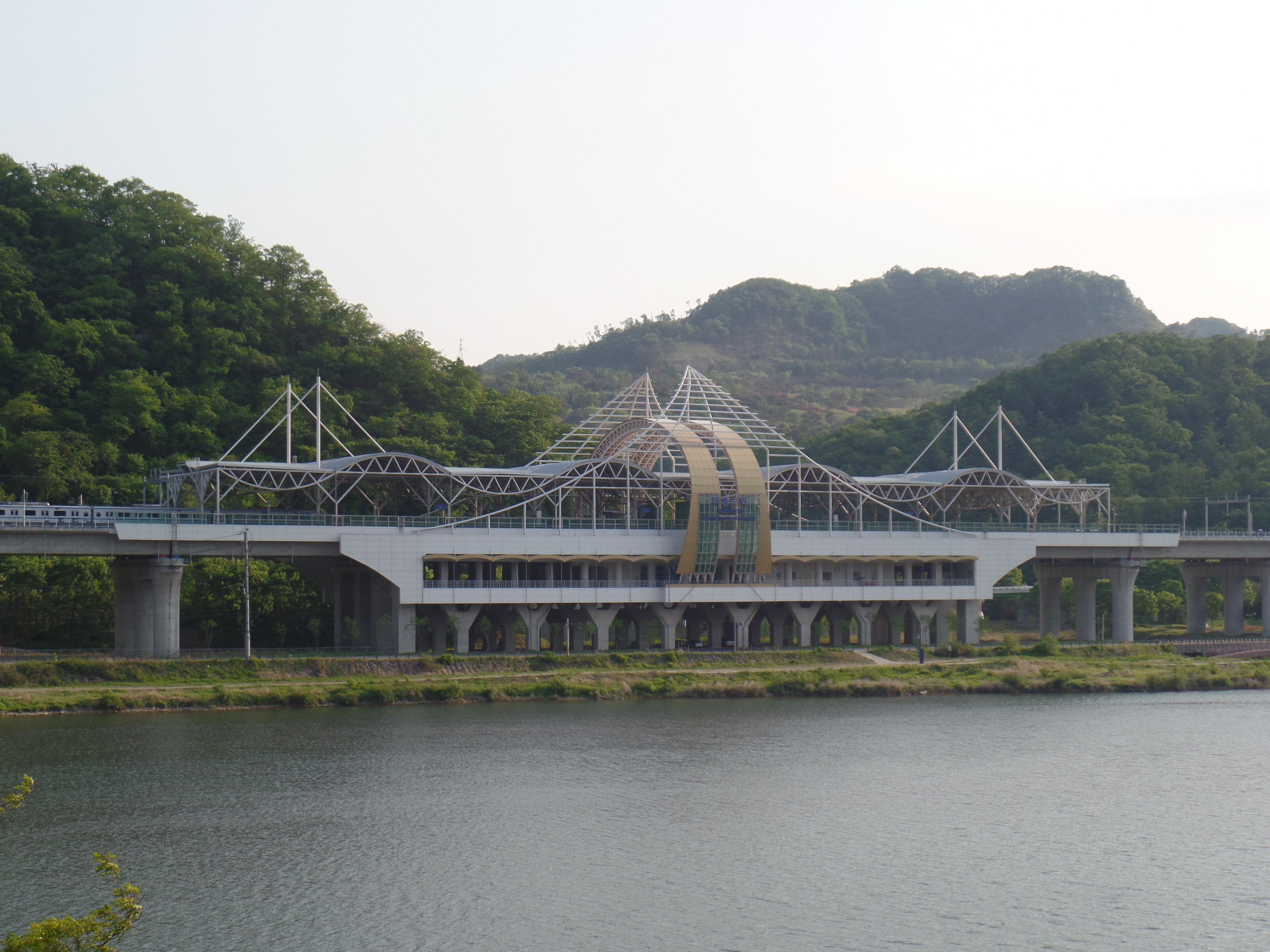
Естакадна станція «Пек'янгрі»
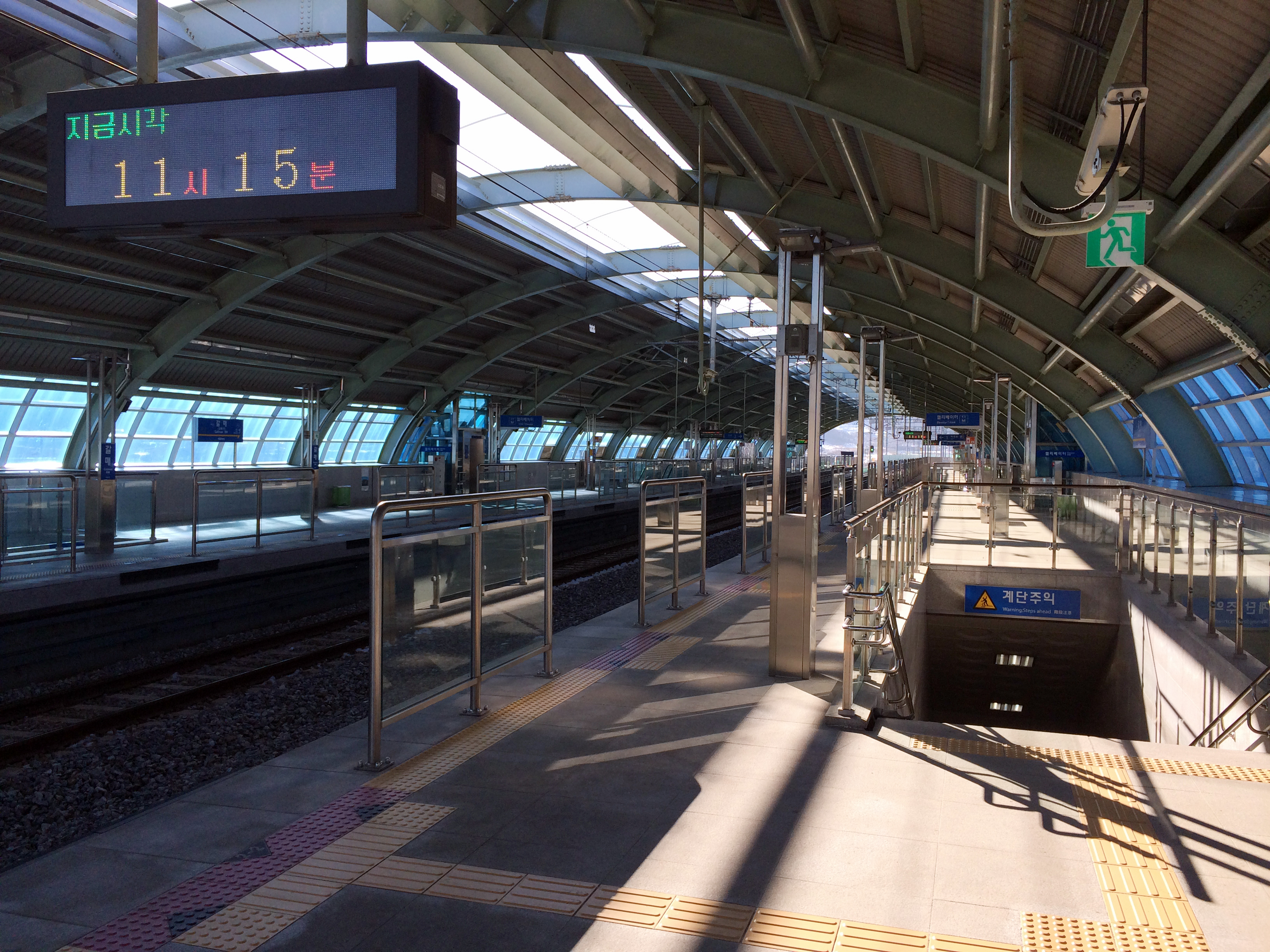
Платформа естакадної станції «Кальме»